# Bric-à-brac de père en fils
Pour les articles homonymes, voir Steptoe (homonymie).
Pour plus de détails, voir Fiche technique et Distribution.
Bric-à-brac de père en fils (Steptoe and Son) est un film britannique réalisé par Cliff Owen, sorti en 1972, et étant l'adaptation cinématographique de la série télévisée éponyme.

## Synopsis
Albert Steptoe et son fils, Harold, vivent ensemble en relative bonne harmonie. Cette entente est toutefois remise en question le jour où Harold se marie et que son épouse emménage avec lui. Albert va alors tenter par tous les moyens de la faire partir.

## Fiche technique
- Titre français : Bric-à-brac de père en fils[1]
- Titre original : Steptoe and Son
- Réalisation : Cliff Owen
- Scénario : Ray Galton, Alan Simpson
- Production : Nat Cohen, Aida Young, Beryl Virtue
- Société de production : Associated London Films
- Pays de production :  Royaume-Uni
- Langue originale : anglais
- Format : Couleur
- Genre : Comédie
- Durée : 98 minutes
- Dates de sortie :
  - Royaume-Uni : 23 mars 1972
  - France : mai 1973[1]

## Distribution
- Wilfrid Brambell : Albert Steptoe
- Harry H. Corbett : Harold Kitchener Steptoe
- Carolyn Seymour :	Zita
- Arthur Howard : le vicaire
- Lon Satton : le pianiste
- Mike Reid : Compere
- Victor Maddern : le chauffeur
- Alec Mango : le médecin de l'hôtel